# هانتر کریک (آریزونا)
هانتر کریک (به انگلیسی: Hunter Creek) یک منطقهٔ مسکونی در ایالات متحده آمریکا است که در شهرستان جیلا، آریزونا واقع شده‌است. هانتر کریک ۵٫۶۹ کیلومتر مربع مساحت و ۱٬۸۵۳ نفر جمعیت دارد و ۱٬۷۸۶٫۱۵ متر بالاتر از سطح دریا واقع شده‌است.